# Bryum platyphyllum
Bryum platyphyllum là một loài Rêu trong họ Bryaceae. Loài này được (Schwägr.) Müll. Hal. mô tả khoa học đầu tiên năm 1848.